# El Zebra
Miguel Onofre Chávez Rodríguez, (Bogotá,1975) más conocido como El Zebra, es un cantautor, escritor y rapero colombiano.
Es considerado como uno de los artistas más importantes de las calles y del hip hop colombiano. Alcanzó gran reconocimiento, desde los años noventa, por sus letras e interpretaciones líricas con La Etnnia, agrupación de rap bogotano de la cual fue precursor y voz líder hasta el año 2000, cuando se vio obligado a abandonarla, debido a la falta de reconocimiento económico e intelectual por parte de los otros integrantes del grupo, además de problemas personales entre ellos que estallan durante una gira que tuvieron en Europa, lo que le llevó a caer en el consumo recurrente de alcohol y drogas, especialmente el bazuco, y a llevar su vida a las calles.
Actualmente se encuentra trabajando con la biblioteca comunitaria Bibliomontaña del barrio Soratama, con la que debió llevar un proceso de recuperación para recuperar la movilidad en sus piernas, después de sufrir un grave accidente de tránsito. En este proceso publicaron en el año 2021 su primer libro: el libro de las "Anécdotas de Zebra", en el que se narran sus aventuras por Colombia como "mochilero" o "autostopper". 

## Biografía

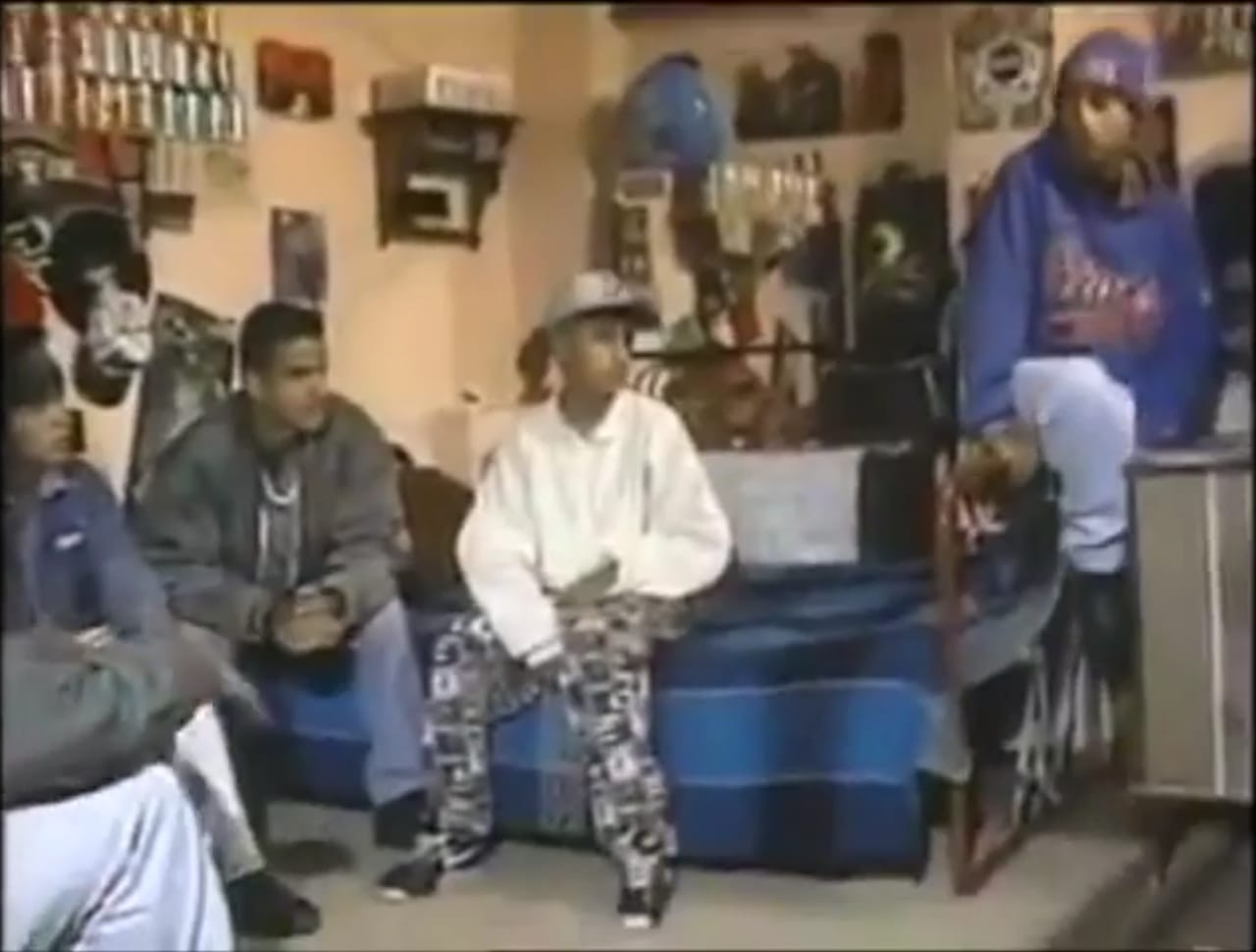
La Etnnia, Alto Al Secuestro (1993)

### Carrera musical
Sus inicios en la música fueron gracias a su vinculación a ‘La Etnnia’ agrupación pionera en la formación del rap colombiano y que tuvo su nacimiento en el año 1984. Comenzaron en el barrio Las Cruces en Bogotá con el Break Dance y otros elementos del hip-hop que los convirtieron en los voceros principales de las realidades marginales del país a través del arte urbano.
El Zebra se destacó en el grupo desde 1992, por el contenido de sus letras que narraban historias de la calle, el estilo inconfundible que utilizaba en sus canciones y el tono grave de su voz que inmediatamente lo posicionaron como un artista legendario en el movimiento. En el primer álbum grabado que se tituló ‘el ataque del metano’ (1995) obtuvo gran éxito con su canción titulada ‘Noicanícula’ hasta el punto que el día de hoy es considerada como un clásico del género. Después participaría en los álbumes ‘malicia indígena’ (1997) y ‘criminología’ (1999) donde grabó temas representativos y pisó diferentes escenarios nacionales e internacionales que le dieron reconocimiento cuando La Etnnia estaba de gira por el mundo.

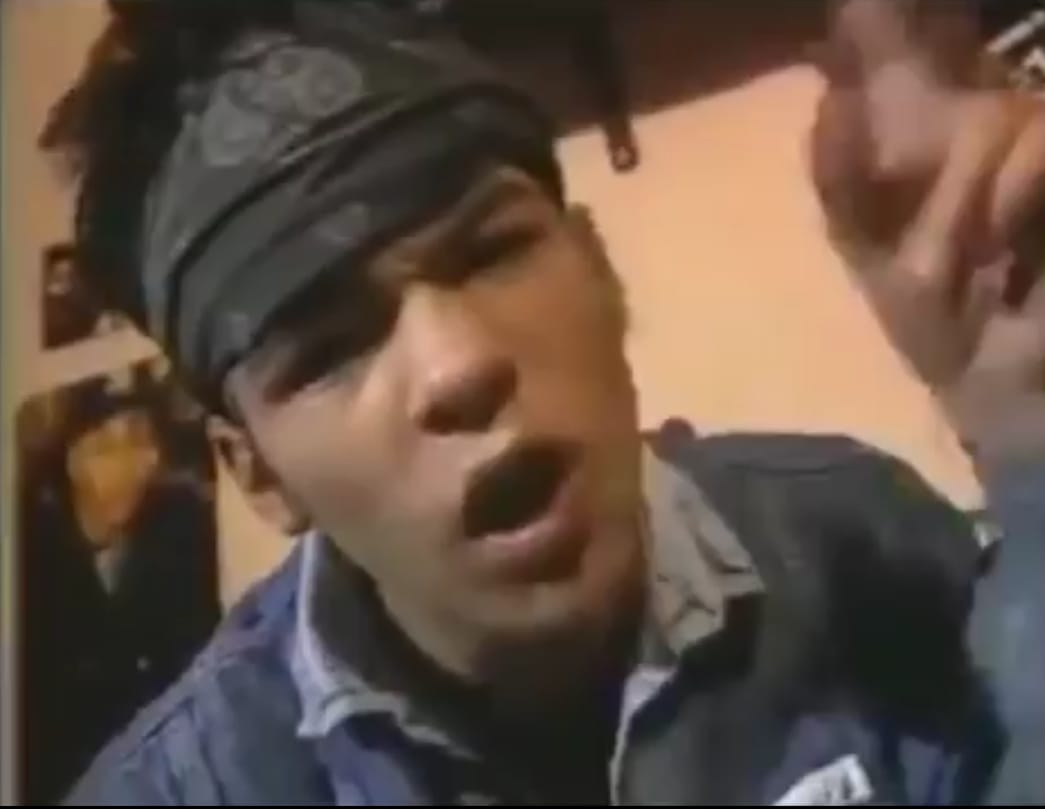
El Zebra, Alto Al Secuestro (1993)
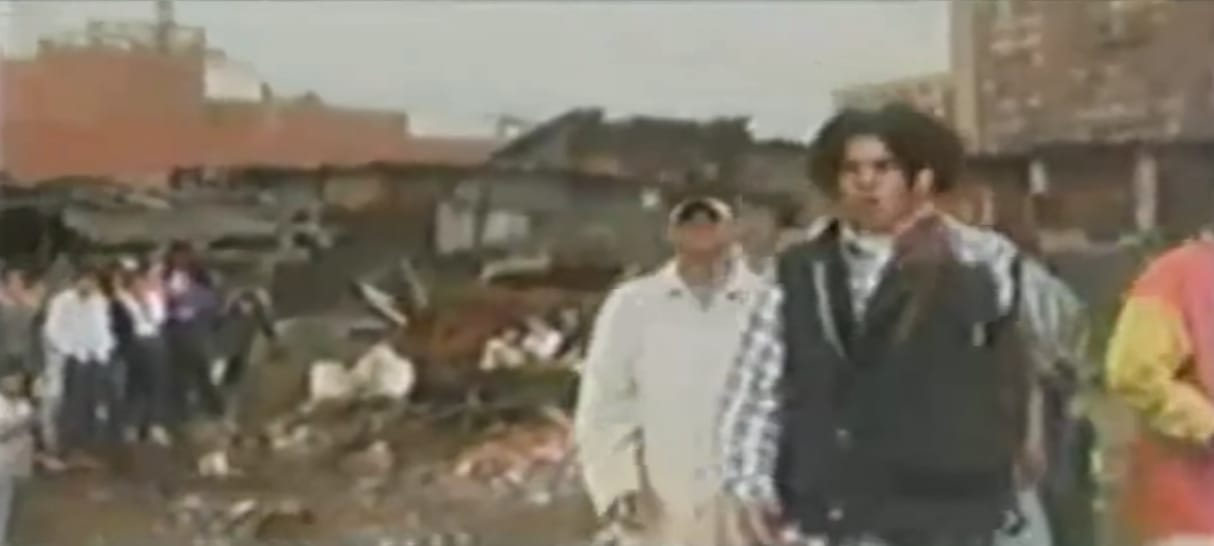
La Etnnia, La Vida En El Gueto (1994)
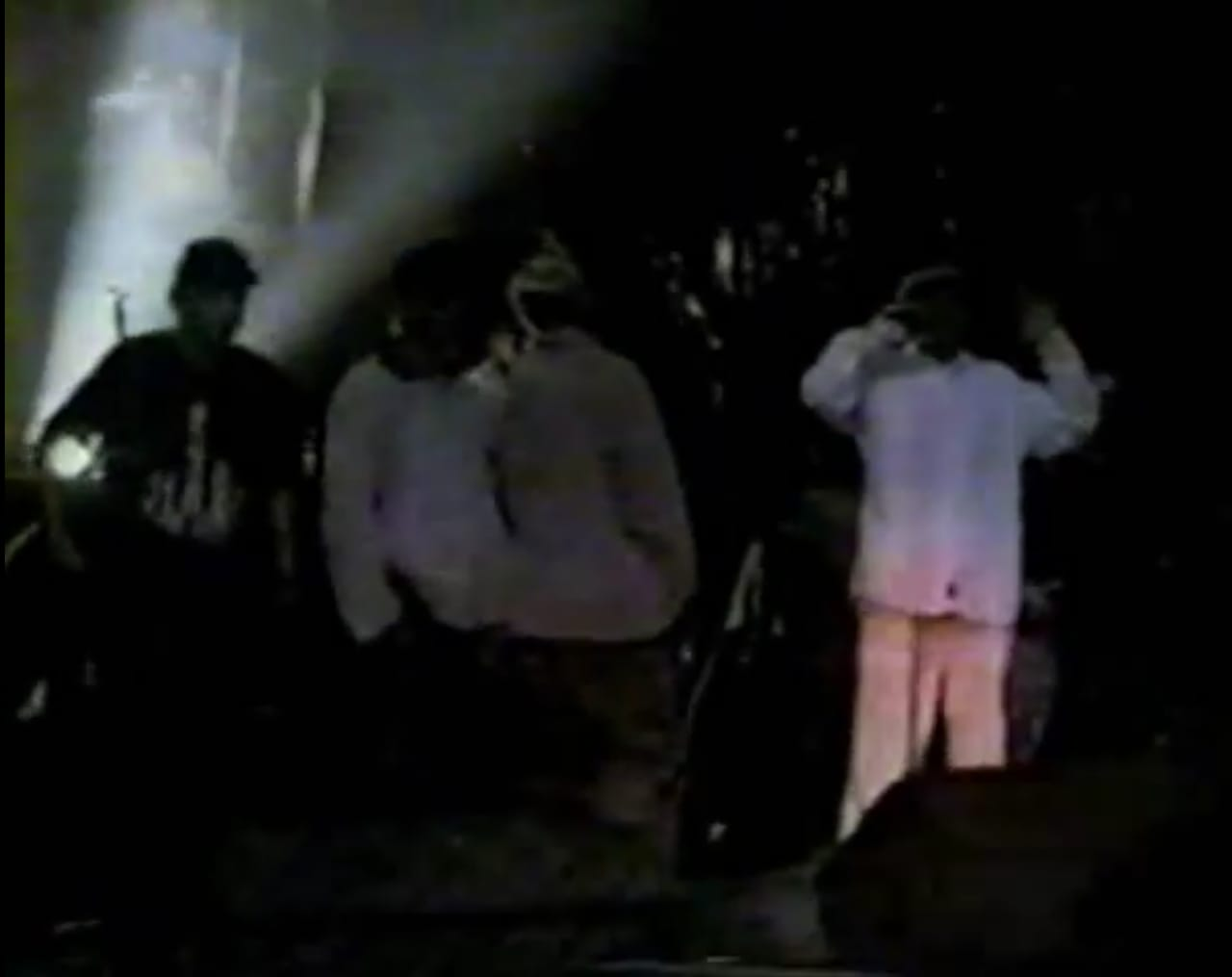
La Etnnia, concierto en Medellín, Colombia (1995)
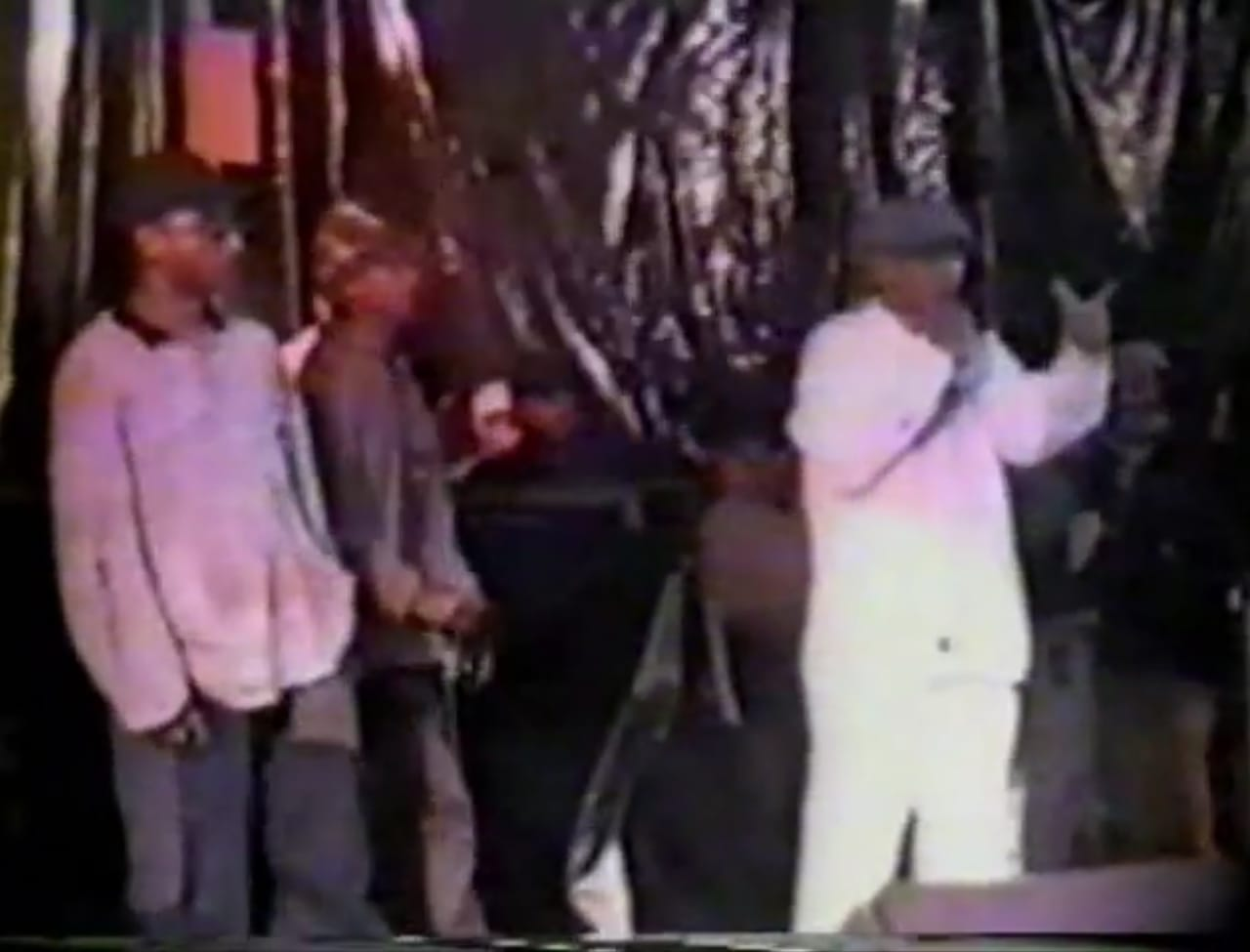
El Zebra, concierto en Medellín, Colombia (La Etnnia, 1995)

### Retiro de La Etnnia y vida clandestina
Después de haber producido tres álbumes en compañía de La Etnnia y haberse posicionado como uno de los mejores artistas a nivel nacional, El Zebra sale de la agrupación en 1999, a causa de su problemática con la drogadicción. En 2001 su familia lo saca del hogar. Consumido por la adicción al bazuco y víctima de todo el contenido de sus composiciones, deja a un lado su carrera artística y se sumerge en la clandestinidad habitando con frecuencia sitios como El Cartucho o la calle de El Bronx donde era reconocido y apoyado por sus seguidores que aún lo recordaban y pedían su regreso a los escenarios.
Son distintos los contenidos difundidos por las redes sociales donde se evidencia la situación y el deterioro de El Zebra en esta etapa de su vida.

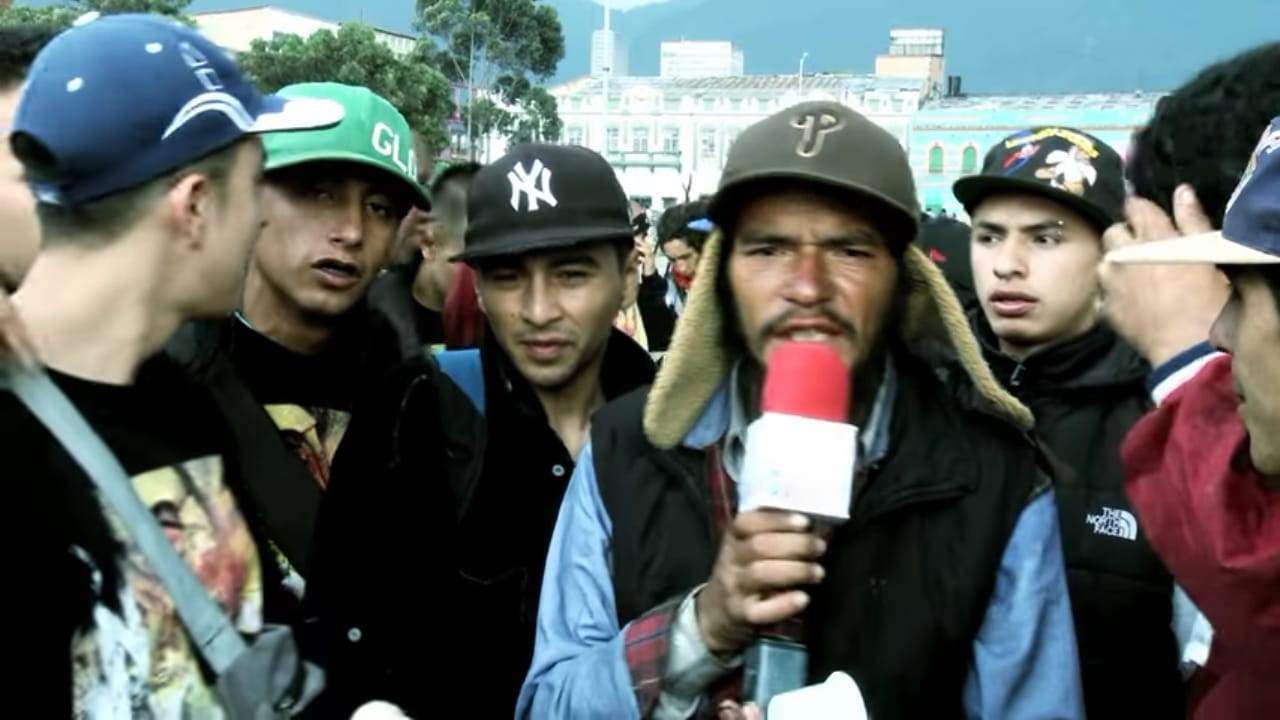
El Zebra, Hip Hop al Parque (2012)

### Retorno como solista
Luego de varios intentos por reinsertarse asistiendo a diferentes centros de rehabilitación y hogares de paso, además del apoyo total de todo un movimiento, desde seguidores hasta artistas reconocidos, El Zebra inició un proceso de recuperación y esperanzado en su talento, retorno de nuevo a su vida musical. En 2006 de la mano del sello 'Golpe Directo' y en unión con artistas como 'Santacruz Medina' 'Rey Chesta' 'Fonxz' y diferentes colaboradores hizo público su disco 'The ghetto superstar' donde tuvo producciones como 'noicanícula II' o su videoclip 'cementerio' pero aun así, era evidente que se había retirado de los escenarios pues sus actuaciones ya no eran tan agresivas como lo fueron en sus inicios.Después del intento por recuperarse, El Zebra retorno a las calles,durante 10 años. Para 2016, empieza hacer parte de un proyecto en pro de su recuperación con el objetivo de motivar su regreso a las tarimas y a los estudios de grabación, proceso que es liderado por diferentes artistas del género y que sigue en marcha hasta el día de hoy

## Producciones musicales
Con La Etnnia:
- El ataque del metano (1995)
- Malicia indígena (1997)
- Criminología (1999)

Como Solista:
- The ghetto superstar (2005)

## Colaboraciones
León De Leones - Siniestro - 2008
Almas Perdidas - con Yako - 2011
Almas Urbanas - con Kalex & Dj Fonxz - 2019
El Regreso - con Dj Fonxz, Bross Smockink - 2019
Situaciones - con Sessionnow - 2020